# 아이덴티티 E201
아이덴티티 E201(Identity E201)은 엔스퍼트가 출시한 태블릿 컴퓨터이다.